# Русины
Руси́ны, также карпатские русины, карпаторусины (русин. Русины, словац. Rusíni, пол. Rusini, венг. Ruszinok, серб. Русини, укр. Русини, хорв. Rusini) — группа восточнославянского населения, компактно проживающая на западе Украины (Закарпатье), востоке Словакии (так называемая Пряшевская Русь), в юго-восточной Польше (Лемковщина), на северо-востоке Венгрии, северо-западе Румынии (Марамарош), а также в сербской Воеводине и хорватской Славонии; крупные русинские диаспоры существуют в США и Канаде.
Современные энциклопедические издания расходятся в вопросе о принадлежности русинов. Советская, а за ней и современная украинская наука относят русинов к украинцам; европейские и североамериканские учёные либо причисляют их к украинцам, либо признают русинов самостоятельным этносом; российские — в большинстве случаев считают их отдельным восточно-славянским народом. Одна часть самих русинов и русинских организаций считают себя отдельным этносом, другая часть — украинцами. В СССР русины рассматривались как этнографическая группа украинцев (см. Споры о статусе).
В докладе Рабочей группы по универсальному периодическому обзору Совета по правам человека Генеральной ассамблеи ООН на сессии, прошедшей 5—16 мая 2008 года, Комитет ООН по ликвидации расовой дискриминации рекомендовал Украине рассмотреть вопрос о признании русинов в качестве национального меньшинства. Во исполнение заключительных замечаний Комитета по ликвидации расовой дискриминации Украина представила дополнительную информацию о русинском меньшинстве.

## Исторический обзор
Этнически карпатские русины происходят от восточнославянских племён тиверцев, уличей и белых хорватов, которые населяли территорию Восточных Карпат в VI—VII веках нашей эры:91. Существует также точка зрения, что к предкам русинов следует относить чёрных хорватов:91. В более широком смысле в XIII—XVII веках слово «русин» являлось самоназванием всех жителей Руси, в том числе тех, которые говорили на западнорусском языке и жили на территории Великого княжества Литовского, а позднее Речи Посполитой (они по сути являлись предками современных украинцев и белорусов).
Современные русины известны также под именами «руськие», «руснаки», «руськи», «руски», «угрорусины», «угрорусы», «карпатороссы», в Польше — «лэмкы».
На заре становления государственности западных славян — Великой Моравии, земли современных русин населяли славяне: белые и чёрные хорваты. Белые хорваты населяли восточную Галицию (Западная Украина), а чёрные хорваты населяли центральные и западные территории Великой Моравии (Чехия и Словакия) и южную часть Польши. Венгерский король Шаламон, внук великого киевского князя Ярослава Мудрого, который был сыном старшей дочери великого князя Киевского — Анастасии Ярославны, королевы Венгерской, в 1068 году даёт своему двоюродному брату Ламперту земли в современном Закарпатье. Ламперт основывает город Берегово. Поскольку его первыми жителями были колонисты из Саксонии (сасы), то и город назвали в честь князя и своей исторической родины «Лампертсас», или «Лупрехтсас». Первые документальные сведения о Лампертсасе фиксируются в латинском тексте в 1247 году. В 1284 году впервые фиксируется славянское название «Берегсас» (от славянского «берек» — небольшой лес, гай). В середине XII века по приглашению венгерского короля Гезы II в Закарпатье прибыли переселенцы из Саксонии — лужичане, которые на Прикарпатье стали известны под названием «саксы».
В X—XIV веках часть Закарпатья периодически входила в состав Киевской Руси и Галицко-Волынского княжества. Первым документально подтверждённым фактом службы у древнерусского князя был приход в 1236 году отряда рыцарей под предводительством князя Гуйда из Мармароша на помощь дружине великого галицко-волынского князя Даниила Галицкого (из Рюриковичей, что пришли в Киев из Великого Новгорода). За военные заслуги воевода Гуйд получил большой земельный удел на Руси и женился впоследствии на вдове великого князя литовского Шварна, дочери Миндовга и сестре Войшелка. Выходцы из Закарпатья неоднократно фиксируются в «галицко-волынской летописи», а русины из Галицко-Волынского государства — в актовых документах Венгерского королевства. С тех пор восточные славяне Западной Руси и, в частности, переселенцы из Галиции в Воеводину и Паннонию практически беспрерывно использовали и используют свой этноним «русины», несмотря на все перипетии истории. В Польше в XVI—XVIII веках был известен латинский этноним «рутены» (лат. rutheni, rhuteni — производное от «Русь») либо для идентификации украинцев и белорусов в противовес русским (лат. russen) из Российского государства, либо в отношении только украинцев для отделения их от православных Великого княжества Литовского (литвинов). Юридическое включение Закарпатья в состав Венгерского королевства произошло в XIII—XIV веках в процессе династических браков и войн за галицко-волынский престол. Грамоты, выданные русо-волошским воеводам герба Сас, зафиксировали обширную категорию восточнославянских названий поселений, говорящих о проживании там в рассматриваемое время славян.
К тому времени Киевская Русь уже перестала существовать, а большинство удельных древнерусских княжеств пребывало в вассальной зависимости от Золотой Орды. Вследствие угасания династии Романовичей (Галицкие Рюриковичи) и войн за галицко-волынское наследство Галицко-Волынское княжество прекратило своё существование в конце XIV века и было поделено между представителями родственных монархий: Пястами — королевство Польское, Гедиминовичами — Великое княжество Литовское и Русское, в том числе их ветвью Ягеллонами, и Анжуйской династией — Венгерское королевство. В 1372—1387 годах практически все славянские земли Галицко-Волынского государства входили в состав королевства Венгрия. А Закарпатье вплоть до окончания Первой мировой войны оставалось в составе Венгерского королевства.
Земли современной Белоруссии и бо́льшая часть земель современной Украины вошли в состав Великого княжества Литовского и Русского. Червоная Русь стала частью Польского королевства.
В дальнейшем Великое княжество Литовское объединилось с Польским королевством в Речь Посполитую. При этом южная часть Великого княжества Литовского и Русского была передана под управление Польского королевства, а земли будущей Белоруссии вместе с собственно литовскими землями остались под управлением Вильны, что и послужило толчком к разделению западнорусских земель и обособлению белорусского и украинского народов.
По статистическим счислениям Брачелли, в состав населения Австро-Венгерской империи, в 1880 году, русинов было — 3 158 000 (в Австрии — 12,87 %, в Венгрии — 14,99 %).
В конце XIX — начале XX веков значительная часть русинов (около 225 тыс. человек) эмигрировала в Северную Америку.

## Расселение, подгруппы и численность
Современные русины населяют Закарпатскую область Украины, северо-восточную Словакию (северо-восток Прешовского края) и юго-восток Польши (Лемковщина); часть современных русинов проживает в странах, куда они переселились со своих этнических территорий на протяжении последних нескольких столетий — Венгрии, Сербии (в Воеводине, где их язык признан одним из официальных языков края), Хорватии, США, Канаде, Австралии, России. Помимо самоназваний «русины», «руськие» и «руснаки», другими народами русины также называются как угрорусины, угрорусы, карпатороссы, рутены.
Всеукраинская перепись населения 2001 года зарегистрировала 10 183 русина, перепись 2002 года в Польше — 62 русина, перепись 2002 года в Воеводине — 15 626 русинов, перепись 2001 года в Венгрии — 2079 человек.

### Русины на Лемковщине
Закарпатская епархия Галицкой митрополии (включая территорию Лемковщины, Бойковщины и Гуцульщины) вступила в унию с Римом, образовав греко-католическую церковь (в российской историографии — униатская церковь) после оформления 24 апреля 1646 года Ужгородской унии. С этого момента термин «русин» стал в Закарпатье также этническим обозначением восточных славян-униатов. Как и раньше, русины подвергались ассимиляции. В результате ассимиляции русин и утраты ими русиноязычия, их численность снизилась. В XVII веке униаты появились среди румын, венгров и словаков. Этническая территория русинов в Закарпатье постепенно сокращалась и к середине XIX века она немного превышала 50 тыс. км².
В 1910 году доля в многонациональном Венгерском королевстве русиноязычного населения сократилось до 2,6 % в результате ассимиляции русинов, а доля униатов с 5,4 % снизилась незначительно до 5,2 %. Потомки русинов, утрачивая язык, старались сохранить принадлежность к униатству. В 1910 году численность русинов была такова: униатов — 472 тыс. чел., католиков — 3 тыс. чел., а православных сохранилось только 7 тыс. чел. Принятие униатства защитило русинов от более быстрых темпов ассимиляции. Численность униатов у других этносов региона в результате ассимиляции русинов в 1910 году стала таковой: венгероязычные униаты — 247 тыс. чел., румыноязычные униаты — 121 тыс. чел., а словакоязычные составили — 102 тыс. чел. Во взаимоотношениях русинов Лемковщины со словаками шёл процесс не ассимиляции, а, скорее, консолидации славян Венгерского королевства, языки которых очень схожи. В итоге образовался переходный субэтнос «словако-русинов»: греко-католиков по обряду, а по языку — говорящих на переходном наречии от словацкого языка к русинскому. Численность словако-русинов в 1830 году была 12 тыс. чел., а к 1910 году достигла уже 110 тыс. чел. В результате ассимиляторской политики австро-венгерских властей в Закарпатье шёл интенсивный процесс сокращения числа русиноязычных деревень, аналогичный таким же процессам в Германии [сокращение числа славяноязычных деревень у лужичан в Полабской Сербии и поморян-кашубов в Балтийском Поморье (Померании)]. В 1810 году в Закарпатье было 776 русиноязычных деревень, в 1830 году — 756, а в 1880 году их уже осталось 517.
Несмотря на ассимиляцию русинов и их эмиграцию за океан, падения доли русинов в населении Закарпатского края, их численность всё-таки увеличивалась. В 1810 году русин-униатов было 430 тыс. чел., в 1910 году — 482 тыс. чел., в 1930 году их число достигло 570 тыс. чел., а в 1979 году — 978 тыс. человек. На территории словацкой Лемковщины численность русинов-лемков уменьшилась, в 1810 году их было 153 тыс., в 1900 году — 83 тыс., а к 1980 году их осталось 47 тыс. чел. В Румынии сейчас осталось 32 тыс. человек русиноязычного населения, которое сосредоточено в основном на реке Русковой. В Венгрии русинский язык вышел из употребления. В Румынии живут также украинцы в Буковине и липоване — русские в дельте Дуная и городе Тульча. В Кошице в Словакии русины Лемковщины проводят национальные собрания. Венгерские монархи и феодалы ещё в XII—XIV веках приглашали в Закарпатскую Русь на поселение русинов (украинцев) из Галиции, а во времена Даниила Галицкого широкую славу на Руси преобрёл закарпатский воевода Гуйд из Маромороша, который пришёл на помощь великому князю Киевскому и Галицко-Волынскому в битве с крестоносцами под Дрохичином. По площади Закарпатская область Украины составляет 12,8 тыс. км².

### Русины в словацкой части Лемковщины
На востоке в сёлах преобладают русины, на западе же встречаются лишь отдельные русинские деревни. Крайними западными точками считаются деревни Литманова (49,3693°, 20,6227°) у Старой Любовни и Остурня (49°20′00″ с. ш. 20°14′00″ в. д.).
Динамика численности русинов в Словакии после 1989 года свидетельствует о увеличении их доли. Согласно переписи 1991 года в Словакии было зафиксировано 17 197 русинов и 13 284 украинца, а по переписи мая 2001 года в Словакии было зафиксировано 24 201 русинов и 10 814 украинцев. Одновременно с этим 54 907 человек указали русинский язык в качестве родного и это более чем в два раза превышает количество тех, кто указал русинскую национальность. Тем самым, численность лиц, идентифицирующих себя русинами в период с 1991 по 2001 год возросла на 41 %, при этом численность идентифицирующих себя украинцами снизилась на 18 %.
Наиболее высокая концентрация русинского и украинского (по выбранным во время переписи национальностям) населения наблюдается в районах Медзилаборце и Свидник. Русинское население Словакии сосредоточено главным образом в деревнях в горных массивах Спишска Магура, Левочске Врхи, Чергов, Низкие Бескиды, Сланске Врхи, Вигорлат, Буковске Врхи.
Данные переписи 2001 года в Словакии, русинское и украинское население в процентах
| Район               | %    |
| ------------------- | ---- |
| Район Медзилаборце  | 45,4 |
| Район Свидник       | 13,0 |
| Район Снина         | 11,6 |
| Район Стропков      | 6,1  |
| Район Гуменне       | 5,0  |
| Район Бардейов      | 4,2  |
| Район Стара Любовня | 4,5  |
| Район Прешов        | 1,4  |

В среде карпатских русинов происходят процессы ассимиляции. Более точную картину прошлого состояния заселения края русинами может дать процентное соотношение православных и грекокатоликов:
Данные переписи 2001 года в Словакии, православное и грекокатолическое население в процентах
| Район                   | %    |
| ----------------------- | ---- |
| Район Медзилаборце      | 84,5 |
| Район Свидник           | 56,3 |
| Район Стропков          | 48,3 |
| Район Собранце          | 43,9 |
| Район Снина             | 43,2 |
| Район Стара Любовня     | 33,0 |
| Район Михаловце         | 25,6 |
| Район Бардейов          | 24,5 |
| Район Вранов-над-Топлёу | 24,4 |
| Район Требишов          | 24,2 |
| Район Гуменне           | 21,2 |
| Район Сабинов           | 11,3 |
| Район Гелница           | 10,6 |
| Район Прешов            | 8,8  |

### Русины в польской части Лемковщины
В межвоенной Польше Лемковщина почти полностью находилась в пределах Краковского воеводства. В её состав входили пять уездов, с центрами в городах Новы-Сонч (площадь территории, заселённой лемками — 20,72 км²), Грыбув (585 км²), Горлице (916 км²), Ясло (820 км²) и Кросно (727 км²), общая площадь территории — 4310 км².
Южные границы польской части Лемковщины проходили вдоль польско-чехословацкой границы. Польская часть Лемковщины находилась на северных склонах Карпатских гор, на скатах нижних Бескидов от реки Попрад до Дукельского перевала. Самой западной её точкой считалось село Королева Русская (ныне пол. Królowa Górna), северная граница проходила через сёла Бинчарово (пол. Binczarowa), Белянка (пол. Bielanka), Ропица Русская (ныне пол. Ropica Polska), Раздолье (пол. Rozdziele), Пилигримка (пол. Pielgrzymka), Мысцово (пол. Myscowa) и Гирово (пол. Hyrowa).
После распада Австро-Венгерской империи, на территории Северных Карпат были провозглашены Русская народная республика лемков (Западно-Лемковская республика, Лемко-Русинская республика) — государственно-политическое образование лемков, существовавшее в 1918—1920 годах и Республика Команча (Восточно-Лемковская республика), существовавшая в 1918—1919 годах. Оба эти государственные образования были захвачены Польшей.
После Второй мировой войны северная часть территории Лемковщины опять вошла в состав Польской Народной Республики. В 1944—1946 годах многие русины польской Лемковщины были переселены в Украинскую ССР. В 1947 году в результате проведения операции «Висла» оставшееся русинское население Лемковщины было депортировано в северо-западные польские воеводства, а освобождённые территории заселили поляки.

### Русины в Сербии и Хорватии
Русины в Сербии и Хорватии — славянское меньшинство, проживающее в сербском крае Воеводина и Хорватии. Одна часть самоидентифицирует себя как украинцы, другая как отдельный народ (русины). В Сербии и Хорватии официально считаются отдельным народом, южнорусинский язык является одним из шести официальных (служебных) языков края. А в Институте философии Нови-Сада действует кафедра русинского языка.
Согласно переписи 2002 года в Воеводине проживало 15626 русинов (в 1981 году было около 23 тысяч).
Культурным центром русинов является Руски Керестур в округе Кула. В этом селе ещё в 1753 году была открыта школа (в XIX веке преобразованная в государственную). Ныне в селе действует гимназия с русинским языком преподавания, а также униатская церковь (основана в 1784 году), которая является кафедральной (окормляет униатов Сербии). В селе регулярно проводят фестивали. Другие сёла с русинским большинством — это Коцур (серб. Куцура, округ Вербас) и Бикич-Дол (округ Шид). Русины также проживают в восточной Славонии (часть Хорватии), где они составляют большинство в селе Петровцы (округ Богдановцы).

### Русины в США
Русины начали иммигрировать в США в конце 1870-х годов. По прибытии в Северную Америку подавляющее большинство русинов регистрировались по государству, которое они покинули, что затрудняет статистические подсчёты. До 1914 года в США перебралось около 225 тыс. русин. Со временем русинские иммигранты образовали многочисленные общины в Пенсильвании, Нью-Джерси, Коннектикуте, Нью-Йорке, Массачусетсе — штатах, расположенных в северо-восточной части страны.

## Этноним и идентичность
В «Чешской хронике» Козьмы Пражского (начало XII века) рассказывается о прибытии в Богемию славянского племени во главе с «праотцом Чехом». Затем в чешском варианте легенды появился и Лех, а в польском варианте легенды также и Рус.
Легенда известна по «Великопольской хронике»:
В древних книгах пишут, что Паннония является матерью и прародительницей всех славянских народов… от этих паннонцев родились три брата, сыновья Пана, владыки паннонцев, из которых первенец имел имя Лех, второй — Рус, третий — Чех. Эти трое, умножась в роде, владели тремя королевствами: лехитов, русов и чехов, называемых также богемцами.
Именно в Великопольской хронике легенда появилась в законченном виде в XIV веке, так как в рукописи, написанной в 1295—1296 гг. (из библиотеки Яна Годийовского), отсутствует фрагмент о братьях. Предполагают, что автор версии о 3 братьях добавил Руса к легенде о лехе по имени Чех из земли белых хорватов, известной по чешской стихотворной хронике Далимила Мезиржицкого (Dalimil Meziricsky), созданной в 1308—1314 гг.
Чех и Лех фигурируют в чешской «Хронике» Яна Пшибика из Пулкавы (XIV век), все 3 брата у польского историка Яна Длугоша (XV век).
По одной из версий, русины — потомки древнерусской народности, из которой выделились русские, украинцы и белорусы. Русин — самоназвание населения Древней Руси. Как этноним слово русин — производное от слова Русь. В письменных источниках впервые встречается в Повести временных лет и употребляется только в единственном числе. Формой множественного числа были либо русь руський, людий руских — так именуются русские люди, относящиеся к Руси; встречается также в договорах Олега с греками 911 года (упоминается 7 раз) и Игоря 945 года (упоминается 6 раз), договорах Смоленска с немцами, и позже употребляется как этноним в Галицко-Волынском княжестве, Великом княжестве Литовском, название западно-русских людей в польских текстах XIII—XX веков. Так же этноним «русин» употреблялся и в Русском государстве.
Самый ранний пример употребления этнонима «русины» во множественном числе, отмечен в 1501 году в уставной грамоте Белзской воеводства королевства Польского (Волынь). Данная форма множественного числа возникла под воздействием польского языка.
К середине XIX века этноним «русины» оставался широко распространённым в качестве самоназвания населения Западной Украины (Галиция, Буковина, Угорская Русь), чьи земли находились под владением Австро-Венгрии, а также населения севера Бессарабии, Волыни и Холмщины в Российской империи. До начала XIX века проблема национальной идентификации не поднималась, и населению края грозила полная утрата самостоятельности — в местах проживания русинов проводилась полонизация и мадьяризация. Но в 1848 году, во время венгерской революции, произошёл подъём национального самосознания в среде подкарпатской интеллигенции, началось распространение «русофильских» настроений в обществе. «Будители» заявляли о том, что русины это тот же народ, что и население Малороссии, а следовательно часть единого русского народа. Австро-венгерские власти, обеспокоенные венгерскими и польскими антиправительственными выступлениями, решили заручиться поддержкой русинов и оказывали поддержку их самоорганизации. Но австрийцы видели опасность в возрождении общерусского национального сознания, и за русинами был официально закреплён термин «Ruthenen» (рутены), который использовался в европейской практике для обозначения жителей Киевской Руси, Галицко-Волынского государства и впоследствии русинских воеводств Речи Посполитой начиная с XI века, в отличие от «Russen» — русских (российских подданных). Губернатор Галиции граф Стадион фон Вартгаузен заявил русинам, что они должны отречься от национального единства с остальной Русью и развивать свою культуру как самостоятельную.
Сами русины называли себя в единственном числе русин, а во множественном числе — русскими (с орфографическими вариантами — руськими, рускими), веру свою — русскою, свой народ и язык — русскими. В свою очередь русины подразделялись на ряд этнокультурных групп: бойки, лемки, подоляне, гуцулы, покутяне, верховинцы, долиняне и другие. Второй этноним населения Закарпатья — руснак. Население Карпатской Руси издавна проживало в соседстве с католиками-поляками. Само слово «руснак» возникло как противопоставление этнониму «поляк».
В 1860-х годах в Галиции произошёл раскол национального движения на «русофилов» и «украинофилов». Вначале разногласия были незначительными, и не носили системного характера. Русофилы продолжали отстаивать идею единства русинов с остальным русским народом, пользовались «язычием», а позже — литературным русским языком, а украинофилы выступали за создание / принятие украинского литературного языка на народной основе, то есть «принять наш письменный язык с Украины» (в то время входившей в Российскую империю). Но впоследствии два эти направления превратились во враждующие лагеря. В конце XIX века австрийское правительство поддержало украинофилов, а против русского движения была развязана борьба. Русофилы подвергались судебному преследованию, начало чему положил «процесс Ольги Грабарь», их организации, школы и типографии закрывали, а самих сажали в тюрьмы и высылали из страны.
В мае 1910 года австрийские власти закрыли все русинские организации Буковины, а также русские бурсы (общежития для учащейся молодёжи) в Черновцах и Серете. Имущество организаций было конфисковано. Причиной запрещения деятельности русских организаций были голословные обвинения в шпионаже и государственной измене.
Во время Первой мировой войны многие (не менее 20 тысяч) русины были заключены австрийскими властями в концентрационные лагеря Талергоф и Терезин.
После распада Австро-Венгрии и появления возможности легализовать русское движение в декабре 1918 года во Львове был создан Русский исполнительный комитет, который стоял на антибольшевистских позициях и способствовал созданию военного подразделения из русских галичан в составе деникинской Добровольческой армии.
Значительная часть населения Буковинской Верховины во время румынской переписи населения 1930 года выбрало этноним гуцул, а не украинец или русин. После территориального раздела 1940 года на территории Румынии оказалась значительная часть гуцулов, составляющих сейчас по разным оценкам около трети или чуть более всего украинского населения Южной Буковины. Контакты между обеими группами были существенно затруднены в силу различных причин. Вследствие чего украинцы, проживающие в высокогорных и труднодоступных районах, в значительной мере вообще были исключены из общеукраинского контекста.
Перепись 2001 года в Словакии показала довольно сложную картину принятия разных идентичностей среди в прошлом однородного русинского населения: 24 201 гражданин Словакии считал себя русином (в том числе 1178 с родным языком словацким и 83 — с родным языком украинским), 10 814 — украинцами (из них 2996 — с родным языком русинским), 28 885 — словаки с родным языком русинским, 1342 — словаки с родным языком украинским. Исходя из этого некоторые русинские организации Словакии провели в 2001 году сбор подписей за объединение в бюллетенях переписи населения граф «русин» и «украинец» в одну графу, но это предложение было отклонено. В настоящее время процесс ассимиляции словацких русинов идёт быстрыми темпами, причиной является отток населения в благополучную западную Словакию из-за высокого уровня безработицы в русинских районах (которая может доходить в некоторых местах до 80 %). Печальным «рекордом» является деревня Прикра у Свидника, где осталось всего 5 жителей и которая стала, таким образом, самым маленьким населённым пунктом Словакии.
До 1918 года в отношении коренного населения Галиции, Буковины и Карпатского региона редко употреблялся этноним «украинец», хотя существовало много различных названий. После сорокалетней украинизации украинское самосознание приобрела только часть русинских жителей восточной Словакии. На сегодняшний день исконный русинский этнос разделился на две составляющие, вместо одной — существуют две национальности, с одинаковым происхождением и прошлым, так как при переписи населения в 1991 г. к русинам причислили себя 16937 человек, а к украинцам 13847 по происхождению русинов.
В Польше лемки признаны этническим меньшинством согласно закону 2005 года о национальных и этнических меньшинствах. В Чехии русины включены в число 14 официально признанных национальных меньшинств. Также статус национального меньшинства имеют русины в Словакии, Венгрии и Румынии. Права русинского народа как национального меньшинства закреплены кроме того в новой Конституции Республики Сербии 2006 года, а в Хорватии статус русин как национального меньшинства подтверждён Конституционным законом в 2002 году. Помимо этого, в Сербии, Венгрии и Румынии русины имеют представительство в парламентах.

### Неоднородность русинства
Русинское политическое движение в силу исторических и экономических причин изначально неоднородно. Ныне можно вести речь как минимум о четырёх:
- Прословацкое течение, исходящее из того, что русины являются особым восточнославянским народом наравне с русскими, украинцами, белорусами и имеют независимую от Украины историческую и политическую традицию Подкарпатской Руси. В частности, оно ориентируется на положительный опыт автономии Подкарпатской Руси в составе Чехословакии в 1920—1938 годах. Словакия поддерживает русинско-лемковское движение, признавая русинов на входящей в её состав части Лемковщины национальным меньшинством, содействует его развитию на государственном уровне. Многочисленная зарубежная (американская и западноевропейская) русинская диаспора находится, в основном, на этих позициях. Активным деятелем этого движения является канадский учёный Пол Роберт Магочий — исследователь истории Украины и Подкарпатской Руси, этнических групп современной Канады (словак по матери).
- Проукраинское течение, признающее русинов этнической группой в составе украинской нации, но отстаивающее необходимость более выраженного сохранения русинской культуры, наречия, самобытности. Это течение активно сотрудничает с украинскими организациями и государственными структурами. Представители этого течения рассматривают слово «русины» как старинное, первоначальное самоназвание украинцев [см. статью Русины (этноним прошлого)].
- Пророссийское течение, имеющее сходную теоретическую базу с прословацким, но ориентированное на более тесные связи с Россией по примеру Приднестровской Молдавской Республики и др.[83] Оно вобрало в себя много русофильских элементов XIX века как осознание своей принадлежности к единому русскому народу «от Карпат до Камчатки».
- Мадьярофильское (провенгерское) течение, пропагандирующее концепцию происхождения русинов в результате славянизации венгров. В соответствии с этой версией венгры обрели в Закарпатье новую Родину[84].

## Религия
Предки русинов приняли христианство, вероятнее всего, ещё во время миссионерской поездки «Солунских братьев» Кирилла и Мефодия в Великоморавское княжество. При этом Кирилл и Мефодий считаются не только «апостолами славян», но и святыми покровителями Закарпатской Руси — множество местных храмов посвящено именно им, а Грушевский монастырь близ Мукачева считает их своими основателями.
Русины изначально являлись православными (Сербского и Константинопольского патриархатов), но, находясь в многовековой изоляции, под влиянием Флорентийской и Брестской уний также перешли в грекокатолицизм. Чтобы сохранить византийский литургический обряд, православная церковь Закарпатской Руси вступила в унию с Римом, образовав Русинскую грекокатолическую церковь после оформления 24 апреля 1646 года Ужгородской унии. С того момента принадлежность к грекокатолицизму, равно как и к православию, стала этническим сигналом принадлежности русинов к славянскому этносу. Как и раньше, русины подвергались ассимиляции, но их потомки, утрачивая родной язык, сохраняли «веру отцов» — множество русинов, особенно в горных районах, оставались православными. В условиях демократического Чехословацкого государства, часть верующих русинов, принадлежащих к грекокатоликам, стала возвращаться к православной религии. Запрет, наложенный на грекокатолическую церковь в СССР в 1946 году, ускорил этот процесс. Ныне более 60 % русинов Закарпатья являются православными, а 35 % — грекокатоликами. Грекокатолическая Ужгородско-Мукачевская епархия, объединяющая закарпатские приходы, входит не в состав Украинской грекокатолической церкви, а в состав Русинской грекокатолической церкви и находится в прямом подчинении Святому Престолу. Ряд руководящих иерархов этой епархии занимают позиции политического русинства, то есть поддерживают движение за автономию и даже отделение Закарпатья.
В Словакии был обратный процесс — после либерализации 1968 года, когда была снова разрешена Словацкая грекокатолическая церковь, большинство русинов вернулось в грекокатоличество. Тем не менее, именно после 1968 года начался процесс словакизации богослужебного обряда грекокатоликов. Богослужебный церковнославянский язык заменялся на современный словацкий. Наблюдалась закономерность: священникам-словакам давались приходы в русинских селах, а русинам — в словацких. Основной курс Словацкой грекокатолической церкви не был изменён до сих пор.
В настоящее время церковнославянский язык остается в употреблении в Русской, Польской, Сербской православных церквях, Украинской православной церкви Московского Патриархата, части Православной церкви Словакии, карпато-русинских епархий в США и Канаде, некоторых грекокатолических приходах Закарпатья и Словакии. Остальные грекокатолики (в Галичине, Словакии, Чехии, Польше) перевели богослужение на национальные языки, что ускорило ассимиляцию русинов титульными национальностями. Процессы ассимиляции идут в Словакии (не менее 500 тысяч русин ословачились), Венгрии, Польше и отчасти на Закарпатье (Подкарпатье). Однако и в этом случае русины стараются сохранять самобытность своих традиций, языка и культуры.

## Статус русинов
Русины в Словакии, Польше, Венгрии, Чехии и Сербии официально признаны национальным меньшинством.
В августе 2006 года Комитет по ликвидации расовой дискриминации ООН рекомендовал правительству Украины рассмотреть вопрос о признании русинов в качестве национального меньшинства, поскольку имеются «существенные отличия между русинами и украинцами».
В 1992 и 2002 годах Закарпатский областной совет обращался к центральным властям Украины с просьбой признать русинов отдельной национальностью.
7 марта 2007 года Закарпатский областной совет принял решение признать русинов коренной национальностью Закарпатья. Украинские националистические организации, в том числе Конгресс украинских националистов и общество «Просвіта», потребовали от президента Украины Виктора Ющенко отменить это постановление как незаконное.
В настоящее время власти Украины рассматривают русинов как этнографическую группу украинцев.

### Споры о статусе народа и языка
Единственная страна, в конституции которой содержится упоминание о русинском народе, является Хорватия. Дискуссии о том, является ли русинский язык отдельным языком или диалектом русского или украинского языка продолжаются до сих пор. По мнению украинских этнографов, лингвистов и филологов, русинский язык является одним из западных диалектов украинского языка, а русины — субэтносом украинцев. Во второй половине XIX века в Австро-Венгрии начинается русофильское движение. Оно воспринималось русинами — деятелями галицко-русского возрождения как возврат к общерусской культуре, осознание своей принадлежности к единому русскому народу. В украинской историографии русофильское движение получило название «москвофильского».
Энциклопедия «Коламбия» придерживается точки зрения, что русины англ. Rusyns, Carpatho-Rusyns — отдельный от русских и украинцев восточно-славянский этнос. Высказывается мнение, что в советское время русины были принудительно отнесены к украинцам, а их национальная идентичность подавлялась. Некоторые, однако, пишут, что проживающие на Украине русины в своём большинстве рассматривают себя как подгруппу украинского народа, а за её пределами — нет. Названия «рутены», «рутенский» (лат. Rutheni, Ruteni, Ruthenian, Ruthene) они считают историческим названием украинцев — подданных Речи Посполитой (позднее Польши) и Австрийской империи (в дальнейшем Австро-Венгрии), а затем, также и Чехословакии.
Идея существования отдельного русинского народа и языка находила с конца XIX и на протяжении всего XX века много сторонников среди русинов, проживающих в эмиграции в США, Канаде, которые покинули Закарпатье и Галицию в XIX веке, до возникновения украинофильского движения и до запрещения русинских организаций советскими властями, а также среди жителей Словакии, Польши, Венгрии, Воеводины. Большую поддержку вопросу русинов также оказывают представители Украинской православной церкви Московского патриархата в Закарпатье и руководство Ужгородско-Мукачевской епархии грекокатолической церкви, которая подчиняется напрямую Ватикану, а не Украинской грекокатолической церкви, которая со времён митрополита Андрея Шептицкого занимает выраженную украинофильскую позицию.
Председатель Сойма подкарпатских русинов Дмитрий Сидор, представитель УПЦ, открыто заявляет о необходимости создания «Закарпатской национальной русинской автономии». По мнению его оппонентов, такие заявления противоречат конституции Украины и ставят под вопрос территориальную целостность Украины, а также мало соответствуют интересам жителей Закарпатья, а политики с подобными высказываниями действуют в интересах России.

## Язык
Разговорный язык, используемый в Закарпатье — близкие между собой говоры долинного Закарпатья, в Словакии и Польше в качестве официального русинского языка используются местные кодифицированные лемковские диалекты, в Воеводине используется свой вариант русинского языка, который из-за мощного словацкого влияния, которое он испытал, часть лингвистов относит к западно-славянским.
В качестве литературного языка долгое время использовался церковнославянский (даже в XIX веке), что сильно повлияло на разговорную лексику. Основы русинского литературного языка заложил Александр Духнович, он издал букварь и грамматику, за что преследовался и был арестован венгерским правительством. С середины XIX века и до середины XX века сталкивались три тенденции, проводимые русинской интеллигенцией: в качестве литературного языка одни стали внедрять русский, другие украинский, третьи пытались образовать литературный русинский язык на народной основе. В настоящее время существуют разные варианты литературного русинского языка. Выделяют четыре варианта русинского языка, которые условно называют лемковским (в Польше), пряшевским (в Словакии), ужгородским (на Украине) и воеводинским (в Сербии). Каждый из вариантов находится под сильным влиянием языка соседствующего славянского большинства. Среди неславянских лексических элементов особенно велика доля заимствований из венгерского языка.

## Исследования генетической структуры

### По гаплогруппе Y-хромосомы ДНК человека
К настоящему времени проведено, как минимум, два генетических исследования русинов по гаплогруппе Y-ДНК человека (по прямой мужской линии). В базе данных Y-STR гаплотипов YHRD представлены 200 Y-гаплотипов воеводинских русинов города Нови-Сад из работы Veselinovic et al., 2008 и 81 украинский гаплотип города Ужгород из совместного исследования С. Кравченко, Л. А. Лифшиц (Институт молекулярной биологии и генетики, Киев) и С. А. Лимборской (Институт молекулярной генетики РАН, Москва).
Воеводинские русины города Нови-Сад:
- гаплогруппа R1a1 — 43,5 %
- гаплогруппа E1b1b1a2 — 26,1 %
- гаплогруппа G2a3b — 13 %
- гаплогруппа N1 — 8,7 %
- гаплогруппа I1 — 8,7 %

Русины Ужгорода:
- гаплогруппа R1a1 — 30 %
- гаплогруппа E1b1b1a — 25 %
- гаплогруппа I2a2 — 20 %
- гаплогруппа R1b1b2 — 15 %
- гаплогруппа T — 5 %
- гаплогруппа I1 — 5 %

Источниками, дающими ориентировочное представление, являются также географические Y-ДНК проекты.
Один из таких проектов — Carpatho-Rusyn Heritage DNA Project ДНК-генеалогической компании [www.familytreedna.com Family Tree DNA].
По состоянию на 1 ноября 2010 года в Карпато-русинском проекте собрано 60 Y-ДНК гаплотипов людей, которые относят себя к русинам.
На основании этой выборки можно сделать ориентировочное заключение о возможных Y-гаплогруппах русинов.
- гаплогруппа E1b1b1 — 35 %
- гаплогруппа R1a1 — 35 %
- гаплогруппа I2a2 — 13,3 %
- гаплогруппа R1b1b2 — 6,7 %
- гаплогруппа J2b2 — 3,3 %
- гаплогруппа I2*-B — 3,3 %
- гаплогруппа N1c1 — 1,7 %
- гаплогруппа R2 — 1,7 %

Все исследования указывают на то, что по гаплогруппе Y-ДНК человека (по прямой мужской линии) подавляющее большинство русинов относятся к гаплогруппам R1a1 и E1b1b1a2.

### По гаплогруппе митохондриальной ДНК человека
К настоящему моменту проведено два исследования происхождения некоторых этнических групп русинов по гаплогруппе митохондриальной ДНК человека (по прямой женской линии): „Study of the Human Mitochondrial DNA Polymorphism“ Catherine Willis, 2006 и „Mitochondrial DNA Sequence Variation in the Boyko, Hutsul, and Lemko Populations of the Carpathian Highlands“ Alexey Nikitin et al., 2009. Эти популяционно-генетические исследования затрагивали лишь жителей горных районов и не касались долинян.
Выявлено, что среди бойков преобладают мтДНК-гаплогруппы: H, T и J. Лемки отличаются высокими частотами мтДНК-гаплогрупп M* и I. Среди гуцулов была отмечена высокая частота и большое разнообразие митоДНК-гаплогруппы H1.

## Традиционная культура
Основная статья: Русинская архитектура
|                   |  |                          |  |                 |
| Перечинский район |  | Великоберезнянский район |  | Иршавский район |

|                                                          |  |                                 |  |                     |
| Интерьер традиционного русинского жилища, Хустский район |  | Интерьер хаты, Межгорский район |  | Крестьянская посуда |

В позднем Средневековье на деревянную архитектуру Закарпатья оказало влияние каменное зодчество в готическом и барочном стилях. Однако применение в строительстве дерева потребовало от зодчих также использования навыков народной деревянной архитектуры. В основном деревянные культовые сооружения, сохранившиеся в Закарпатье, относятся в XVII—XIX векам. Самыми древними являются церкви в сёлах Среднее Водяное Раховского, Колодное Тячевского, Крайниково Хустского и Новоселица Тячевского районов. Деревянные храмы являются памятниками народного творчества, в них сосредоточены древняя живопись, резьба по дереву, вышивки, художественные изделия, памятники письменности и книгопечатания. Деревянная культовая архитектура Закарпатья по внешним архитектурным особенностям может быть отнесена к четырём группам: шатровые трёхсрубные сооружения, сооружения с элементами барокко, сооружения с элементами готики и пятисрубные одноглавые сооружения. Интересно, что некоторые русинские церкви в 1920-х годах когда Закарпатье входило в состав Чехословакии были разобраны и перевезены в Чехию. Сейчас деревянные закарпатские церкви можно встретить в Добржикове, Градце-Кралове, Новой Паке и Праге.
|                            |  |                              |  |                                                                                |
| Церковь в Кремпной, Польша |  | Церковь в Свиднике, Словакия |  | Церковь из закарпатской Копани (ныне перенесённая в музей в Добржикове), Чехия |

Одежда русинов Галиции в XIX веке состояла из венгерской бурки, белой рубашки, портов и широкого кожаного пояса с медными бляхами.
Во время Первой мировой войны Н. Я. Мясковский, будучи в составе действующей армии в Галиции, записал русинскую «колядку», которая вошла в его «Пятую симфонию».

## История

### Древнейшее славянское население
Славянские племена из Предкарпатья (население, принадлежащее к археологической культуре карпатских курганов) стали просачиваться за карпатские перевалы в эпоху бронзы, в II веке нашей эры, в V веке следующий прилив населения из Предкарпатья принёс пражско-корчакскую культуру, которая с VII века породила культуру, близкую культуре Луки-Райковецкой. Однако сильным также было влияние и западных славян.
Дославянское население этой территории составляли северофракийские племена, разгром которых в ходе дако-римских войн с последующим созданием в 107 году н. э. римской провинции Дакия, положил начало славянскому заселению Закарпатья. Дакское население внесло существенный вклад в формирование раннеславянской культуры. Дальнейшее культурное влияние на славян Закарпатья оказали соседние народы, поскольку эта территория была затронута Великим переселением народов; в течение V века славяне здесь контактировали с гуннами, гепидами, вандалами, герулами, остготами, лангобардами. В начале VI века в переселение широко включились славяне, которые пришли новой волной в Карпатскую котловину с запада под натиском аваров. В конце VII века часть Верхнего Потисья входит в состав Аварского каганата. Основу населения всего Верхнего Потисья в VI—IX веках составляли славяне, но среди них массами расселились авары, которые в VII—VIII веках смешивались со славянами, а затем растворились среди них полностью. После падения Аварского каганата на эту территорию распространяется культурное и политическое влияние первого западно-славянского государства — Великой Моравии (790—910 гг.). В конце VIII — начале IX века на территории Верхнего Потисья возникают славянские городища возле современных населённых пунктов Шаришки-Соколовцы, Смижаны, Земплин, Бреков, Вары, Солотвино, Ужгород. По сообщению венгерского летописца Анонима (жившего в начале XII века), в 903 году пришедшие в Паннонию венгры захватили славянские города Ужгород и Вары (Боржаву), причём до этого вся территория Верхнего Потисья находилась под властью ужгородского князя Лаборца, который был вассалом болгарского князя Салана.
На территории Закарпатья в последней четверти I тысячелетия нашей эры, по-видимому, жили белые хорваты, также населявшие Предкарпатье. В дальнейшем территория расселения закарпатских русин входила в состав Велико-Моравского государства, и, как утверждают украинские историки (Моця О. П., Пеняк С. И.), также и Киевской Руси. Славянское население Закарпатья лишь в определённые периоды входило в состав Галицко-Волынского княжества, однако поддерживало с ним постоянные и разнообразные контакты. Нет никаких исторических данных про постоянное длительное распространение в этом регионе судебной власти галицко-волынских князей, или про взимание ими податей с местного населения. Также не выявлены материальные свидетельства пребывания на этой территории администрации галицко-волынских князей.

### Вхождение в состав Венгрии
Гимн «Я Русин был, єсмь, и буду»

(Александр Духнович, 1851 год )

Я Русин был, єсмь, и буду,

Я родился Русино́м,

Честный мой род не забуду,

Остану́сь єго сыно́м;
Русин был мой отец, мати,

Русская вся роди́на,

Русины сестры, и браты

И широка́ дружина <…>

На протяжении XI—XIII веков (начиная с правления Иштвана I Святого) венгерские феодалы поэтапно захватывали земли славян, постепенно продвигая границу по Закарпатью к подножию гор.
Включение славянских земель Карпат в состав Венгерского королевства произошло в XIII—XIV веках, эти земли были переданы венгерской короне как приданое за дочерью Льва Даниловича Галицкого. Венгерский королевский дом находился в очень близких родственных отношениях с правителями Галицко-Волынского государства — домом Романовичей (Рюриковичей). Сыновья короля Венгрии Андроша II Коломан и Андрей были первыми королями Галиции и Владимирщины, они занимали галицкий королевский престол в то время, когда Даниил и Василько Романовичи находились на воспитании при короле Венгрии Андроше II. Дочь Белы IV Констанция, была супругой Льва Даниловича Галицкого. Грамоты зафиксировали обширную категорию восточнославянских названий поселений, говорящих о проживании там в рассматриваемое время восточных славян.
В XIII—XVI веках, на территории словацкого и украинского Закарпатья, входившего в состав королевства Венгрия, имели свои феоды следующие магнатские роды: Другеты, Есенские, Запольяи, Каройи, Ракоци, Батори, Хуньяди, Рыботицкие и другие.
С XVI века эти территории в составе Восточно-Венгерского королевства, что некоторое время пребывало в вассальной зависимости от Османской империи. В этот период, вплоть до конца XVII века украинское Закарпатье входило в состав земель Восточно-Венгерского королевства, в земли которые имели название — Парциум. Словацкое Закарпатье и запад украинской части Закарпатья были во владениях Габсбургов — Королевства Венгрии.
Перед Первой мировой войной большая часть земель, населенных русинами, оказалась в составе Австро-Венгрии [Восточная Галиция — с 1772 года, Буковина — с 1774 года, Угорская (Подкарпатская) Русь — в составе Венгерского королевства с XIII века]. Исследователи определяют численность русинов на территории Австро-Венгрии к началу XX века от 3,1 до 4,5 млн человек.
В 1699 году появились первые книги для закарпатских русинов, в 1830 году была опубликована первая грамматика карпато-русинского языка, в 1847 году — первая азбука, в 1867 году — первая русинская газета. В 1745 году закарпатские русины начали переселяться в Воеводину, а в 1880 году — в США.
В 1810 году численность русинов, принадлежащих к униатству, составляла 430 тыс. человек, доля их в многонациональном Венгерском королевстве составляла 5,4 %. В 1910 году доля русиноязычного населения сократилась до 2,6 % в результате ассимиляции, а доля униатов с 5,4 % снизилась незначительно, до 5,2 %. Потомки русинов, утрачивая язык, старались сохранить принадлежность к своей религии. В 1910 году численность русинов была такова: грекокатоликов — 472 тыс., католиков — 3 тыс., православных — 7 тыс. человек.
Принятие униатства, по-видимому, защитило русинов от более быстрых темпов ассимиляции. Численность грекокатоликов у других этносов региона в результате ассимиляции русинов в 1910 году стала таковой: венгероязычные униаты — 247 тыс. чел., румыноязычные униаты — 121 тыс. чел., а словакоязычные составили 102 тыс. чел. Во взаимоотношениях русинов со словаками скорее шёл процесс не ассимиляции, а процесс консолидации славян Венгрии, языки которых были довольно схожими. Образовался переходный субэтнос словако-рутены — по вере грекокатолики, а по языку — переходный диалект словацкого языка.
Численность словако-рутенов в 1830 году составляла 12 тыс., а к 1910 году достигла уже 110 тыс. человек. В результате ассимиляторской политики австро-венгерских властей в Закарпатской Руси шёл интенсивный процесс сокращения числа русиноязычных деревень, аналогичный таким же процессам в Германии, где сокращалось число славяноязычных деревень у лужичан в Полабской Сербии и поморян-кашубов в Померании. В 1810 г. в Закарпатье было 776 русиноязычных деревень, в 1830 г. — 756, а в 1880 г. их уже осталось 517. Несмотря на ассимиляцию русинов и их эмиграцию за океан, падение доли русинов в населении края, их численность всё-таки увеличивалась. В 1810 году русин-униатов было 430 тысяч, в 1910 году — 482 тысячи, в 1930 году — 570 тыс. Во время Первой мировой войны многие (не менее 20 тысяч) русинов были заключены австрийскими властями в концентрационные лагеря Талергоф и Терезин. На территории нынешней Словакии численность русинов уменьшилась: в 1810 г. их было 153 тыс. чел., в 1900 г. — 83 тыс. чел., а в 2001 г. их осталось 24 тыс. человек. В Венгрии русинский язык вышел из употребления.
По некоторым оценкам, австро-венгерские власти уничтожили во время Первой мировой войны не менее 60 тыс. русинов, подданных Австро-Венгрии: стариков, мужчин, женщин, детей.
Этническая территория русинов постепенно сокращалась, и к середине XIX века она немногим превышала 50 тыс. км².
Принудительная ассимиляция русинов в Словакии наблюдается и по сей день. Примером этому может послужить новый закон об использовании языков, который должен был вступить в силу 1 сентября 2009 года. Он, в частности, предусматривает штраф в размере до 5 тыс. евро за использование языков национальных меньшинств в государственных структурах.

### Проблема Подкарпатской Руси после Первой мировой войны
Американский президент Вудро Вильсон 8 января 1918 года провозгласил известные 14 пунктов условий начала перемирия с противниками Антанты (прежде всего с Германией и Австро-Венгрией). В пункте 10 говорилось о том, что народам Габсбургской империи должна быть предоставлена возможность получения полной независимости.
Уже в июне 1918 года русинские эмигранты в Америке учреждают Раду американских угрорусинов и выдвигают по аналогии с другими народами требование создания независимого русинского государства. 18 сентября 1918 года Т. Г. Масарик от имени чехословацкого правительства провозгласил в Вашингтоне Декларацию независимости Чехословакии как демократической республики. 23 октября 1918 года русины были приняты в Среднеевропейский союз порабощённых народов и её решением признаны отдельным народом с правом на самоопределение.
В ноябре 1918 года о своём присоединении к Чехословакии в качестве народа с правом на самоопределение высказались и русины. Решающее слово в этом решении принадлежало Народному собранию трёх подкарпатских русских народных рад, состоявшемуся 8 мая 1918 года в Ужгороде, где была учреждена Центральная русская народная рада. Она приняла следующую резолюцию:
«Собрание всех подкарпатских Русских Народных Рад публично заявляет: что от имени всего народа полностью поддерживает решение американских Угро-Русских Рад присоединиться к Чехо-Словацким народам на основе полной национальной автономии».
Венгрия, в свою очередь, в 1920 года при заключении Трианонского договора в статье 48 заявляла:
«Венгрия признаёт, со своей стороны, как это уже сделали союзные государства и те, что к ним присоединились, полную независимость Чехословацкого государства, которое будет иметь в своём составе автономную территорию Русинов на юг от Карпат».
Таким образом Подкарпатская Русь (такое название земли было введено постановлением Генерального устава от 16 ноября 1919 года, а затем внесено в конституцию Чехословакии, принятую в 1920 года) вошла в состав Чехословакии в качестве народа с правом на самоопределение. Некоторая часть региона, заселённого русинами, оказалась в составе другой области того же государства — Словакии. Южная часть Закарпатья перешла под власть Румынии и образовала часть области Кришана — Марамуреш (уезды Марамуреш и Сату-Маре). Часть русинского населения осталась на территории Венгрии.
Присоединение основной части Подкарпатской Руси к Чехословакии противоречило решению состоявшегося 21 января 1919 г. в Хусте «Собора всех русинов, живущих в Венгрии» о присоединении Закарпатской Украины к Украинской народной республике.

### В составе Чехословакии
В Скрентоне на заседании угрорусских народных рад 12 ноября 1918 года было принято решение о присоединении Подкарпатья к Чехословакии и проведении среди русинских обществ по этому поводу плебисцита (на американский континент в конце XIX — начале XX века эмигрировала почти половина коренного населения края — около 430 тысяч человек).
Проведённый референдум показал следующие результаты:

- 67 % опрошенных высказалось за вхождение края в состав Чехословакии;
- почти 28 % — за присоединение к Украине;
- 2 % — за полную независимость;
- 1 % — за соединение с Галичиной;
- остальные пожелали остаться в составе Венгрии или присоединиться к России.

Согласно «Правительственной статистике 1921 г.», население Подкарпатской Руси в то время составляло 600 697 человек, из них 373 234 — русины и 102 998 — мадьяры (венгры), что составляло 53 % и 17 % от общего количества, соответственно, причём, согласно тем же статистическим данным, в Чехословакии чехи составляли 46 %, немцы — 28 % и словаки — всего 13 % от общего количества населения.
В 1919 году на Подкарпатской Руси было 70 % неграмотных, в то время как уже в 1938 году — только 20 %. Если до 1919 года в крае было всего около 100 школ, то за годы первой Республики было построено 160 новых школ, ежегодно выходило около 60 газет и журналов на русском и украинском языках.
Ещё со времен Австро-Венгрии Закарпатье находилось в юрисдикции Сербской церкви. Из-за гонений на православие в России съезд русин решил остаться в сербской юрисдикции, к тому же Сербская церковь была наиболее близка Русской, в Сербии также располагался тогда центр русской церковной эмиграции. Один из её лидеров митрополит Антоний (Храповицкий) серьёзно помогал русинам: на Пряшевскую Русь был отправлен миссионер архимандрит Виталий (Максименко), бывший до революции наместником Почаевской лавры. Широкую миссионерскую (и отчасти — правозащитную) деятельность в Карпатской Руси развернул в 1923—1924 годах епископ Вениамин (Федченков), являвшийся в то время викарием архиепископа Пражского и всея Чехословакии Савватия (Врабеца) (Константинопольский патриархат).
В 1919 году на мирной конференции место компактного проживания русин, именуемое как Карпатская Русь, согласно Сен-Жерменскому договору на автономных правах была присоединена к Чехословацкой республике.
Название Подкарпатская Русь как земли, заселённой русинами, было введено постановлением Генерального устава Чехословакии от 16 ноября 1919 года. Указанное постановление разрешало использование термина «Русиния» (Русинско), однако такое название не нашло признания на практике, по-видимому вследствие преемственности предыдущего общепринятого названия «Угорская Русь».
Конституция Чехословакии, принятая 29 февраля 1920 года, ввела в обиход название «Подкарпатская Русь» и, начиная с этого времени, такое название использовалось во всех официальных отношениях и хорошо устоялось как политическое понятие в международной практике.
После передачи полномочий автономного правительства Подкарпатской Руси второму кабинету под руководством А. Волошина 26 октября 1938 года, в крае прошли демократические национальные преобразования, разрешалось использование украинского языка.
30 декабря 1938 года местный «Правительственный вестник» («Урядовий вісник») опубликовал решение автономного правительства (под этой же датой) о новом названии края. В решении говорилось, что до момента окончательного официального принятия названия края автономным сеймом разрешается использовать название «Карпатская Украина». Под этим правительственным решением стояли подписи премьер-министра А. Волошина и министра Ю. Ревая.
Кроме того, министр правительства Карпатской Украины Ю. Ревай, 5 января 1939 года на вопрос журналиста одной из газет о правомочии такого решения заявил:

«…Правительство разрешило использование названия «Карпатская Украина» по своему усмотрению, так как народ Карпатской Украины является украинским».

Официальная Прага реагирует тут же, и уже 28 января 1939 года доктор Паркани из канцелярии президента официально предупреждает карпато-украинских деятелей о недопустимости подобных эксцессов. Центральное правительство по-прежнему использует официальное название.
А. Волошин в своей телеграмме от 28 января 1939 года просит, «…чтобы Президент Республики созвал сейм Карпатской Украины…», и Э. Гаха официально отвечает 10 марта того же года в Хуст:
«Уважаемый господин председатель автономного правительства! Созываю Сейм Подкарпатской Руси на заседание в Хуст на день 21 марта 1939 г.»
Однако, в связи с изменившейся политической ситуацией, сейм собрался на своё первое заседание уже 15 марта 1939 года. Он формально принял закон о независимости государства, и во втором параграфе закона было сказано: «Названием государства является „Карпатская Украина“».
Через два часа после принятия решений депутаты сейма практически в полном составе эмигрировали в Румынию. 15—17 марта 1939 года Венгрия оккупировала Карпатскую Украину.

### Вторая мировая война
18 ноября 1944 года в Мукачеве состоялся православный съезд. Его делегатами были 23 православных священника, известные учёные и общественные деятели Георгий Геровский и Петр Линтур. Съезд принял обращение к Сталину.
Участвующие в работе съезда православные священники подписали петицию, в которой просили Синод Русской православной церкви вступить в контакт с Синодом Сербской православной церкви и каноническим путём оформить переход Мукачевско-Пряшевской епархии в юрисдикцию Московской Патриархии.
Православный съезд принял решение направить свою представительную делегацию в Москву, в неё вошли все, подписавшие письмо Сталину. Днём раньше в Мукачеве состоялось общее собрание делегатов местных комитетов. В его работе в полном составе приняли участие делегаты Православного съезда. Георгий Геровский (1886—1959) был председателем этого собрания. Он же, по решению собрания, как руководитель делегации местных комитетов должен был совместно с православной делегацией отправиться в Москву и донести правительству СССР решение представительного собрания о вхождении Закарпатской Украины как автономной единицы в состав Советского Союза. Уже на следующий день после Православного съезда, 19 ноября, в том же Мукачеве состоялась первая конференция коммунистов Закарпатья. 294 делегата проголосовали за резолюцию: «Про возз’єднання Закарпатської України з Радянською Україною в складі Радянського Союзу». Началась усиленная подготовка к съезду Народных комитетов, который состоялся 26 ноября 1944 года.
Православная делегация смогла добраться в Москву уже после съезда народных комитетов, 7 декабря 1944 года, была принята в Московской патриархии патриаршим местоблюстителем митрополитом Алексием, управляющим Московской епархией митрополитом Николаем, экзархом Украины митрополитом Иоанном и архиепископом Ярославским Алексием. После взаимного знакомства руководитель делегации игумен Феофан передал митрополиту Алексию петицию. Вскоре в «Закарпатской правде» от 26 декабря 1944 года была опубликована статья «Встреча с отцом Феофаном».
В ней, в частности, писалось:

«До настоящего времени мы подчинялись Сербскому Священному Синоду, который нас серьёзно поддерживал, от всей души, и с развитием Русской православной церкви в Закарпатской Украине принято решение о присоединении к Советской Украине, что подразумевает, что Церковь тоже должна перейти к Московскому Священному Синоду».

О том, что православная делегация края на встрече с Патриархом Алексием ещё раз напомнила, что её «члены решительно против присоединения нашей территории к Украинской ССР», в статье даже не упоминалось. Предстоящая канонизация архимандрита Алексия (скончавшегося в 1947 году) станет началом процесса прославления всего сонма карпато-русских святых.
В годы Второй мировой войны русины составляли основной костяк Первого чехословацкого армейского корпуса в СССР. Так, например, из 1696 солдат запасного полка и резервной роты в Бузулуке было 1422 русинов, в чехословацкой воинской части в бою за Соколово было 27 % русинов, в боях за Киев — 63 %. До перехода границ Чехословакии в корпусе насчитывалось 7100 русинов, и ещё в апреле 1945 года их было 5349 человек. Своими боевыми заслугами и тысячами павших и раненых героев они внесли неоценимый вклад в освобождение и свободу Чехословакии.
В 1942 году на территории Подкарпатья венгерскими властями была проведена мобилизация мужского населения, которое составило часть 2-й венгерской армии под командованием генерал-полковника Густава Яни в составе 9 пехотных и 1 танковой дивизии (205 тыс. чел., 107 танков, авиагруппа из 90 самолетов), отправленной в апреле 1942 года на советско-германский фронт.

### Советский период
29 июня 1945 года был заключён «Договор между Союзом Советских Социалистических Республик и Чехословацкой Республикой о Закарпатской Украине». В статье 1 договора говорилось:
«Закарпатская Украина (носящая согласно Чехословацкой Конституции название Подкарпатская Русь), которая на основании Договора 10-го сентября 1919 г., заключённого в Сан-Жермен ан Лэ, вошла в качестве автономной единицы в рамки Чехословацкой Республики, включается в состав Украинской Советской Социалистической Республики».

### Период независимой Украины
В конце сентября 1991 года в результате рассмотрения «вопроса о провозглашении Закарпатья автономным краем Украины» областной совет принимает решение вынести на референдум вопрос «О статусе Закарпатья в составе Украины». 1 декабря 1991 года, одновременно с референдумом о независимости Украины, прошёл Закарпатский областной референдум, на котором 78 % принявших в нём участие высказалось за придание области статуса «специальной самоуправной территории». Российские источники интерпретируют референдум как голосование об «автономном статусе области» и утверждают что это решение было проигнорировано украинскими властями.
В 1996 году был разработан «План по решению проблемы украинцев-русин», который предусматривал, в частности, акцентирование в украинском характере Закарпатья при освещении его истории, предотвратить областной референдум с целью выяснить самоидентификацию жителей (русины/украинцы).
В 1992 и 2002 годах Закарпатский областной совет обращался к центральным властям Украины с просьбой признать русинов отдельной национальностью, а в начале 2007 года абсолютным большинством голосов принял аналогичное обращение к центральным органам власти и собственным решением признал русинов коренной национальностью Закарпатья.
В Закарпатской области по-прежнему нет средних школ или вузов с русинским языком обучения (несмотря на обращения русинских организаций с просьбой их открытия), однако на нём издаётся пресса и литература. На 1 сентября 2006 года в Закарпатье работали уже 26 воскресных школ с преподаванием на русинском языке. Они были открыты в Мукачевском, Свалявском, Воловецком, Перечинском, Великоберезнянском, Иршавском и Тячевском районах.
Проведённый в 1999 году Пятый съезд русинов обратился с рядом предложений к украинским властям:
- официально признать русинскую национальность на Украине;
- ввести национальность «русин» в официальный перечень национальностей Украины с предоставлением ей отдельного кода;
- прекратить практику информационной блокады русинства в государственных СМИ;
- прекратить практику негласного преследования сторонников русинского движения, которые работают в государственных структурах;
- открыть при Ужгородском государственном университете кафедру русинского языка и литературы;
- создать научный центр русинистики для исследования истории, народоведения, литературоведения, лингвистики, фольклора Карпатского региона[119].

По мнению председателя Народного парламента подкарпатских русинов на Украине, результаты их переписи были сфальсифицированы.
В манифесте, принятом Всезакарпатским съездом ещё в 2006 году и направленном президенту Ющенко и другим руководителям, выдвинуты требования открыть в области русинские школы, а в Ужгородском университете кафедру русинского языка и литературы, предоставить региону статус самоуправляемой территории, согласно волеизъявлению закарпатцев на референдуме 1991 года.
25 октября 2008 года на Европейском конгрессе русинов в Мукачево был принят «Акт провозглашения воссоздания русинской государственности», согласно которому воссоздавалась республика Подкарпатская Русь в статусе от 22 ноября 1938 года. Участники съезда также избрали «государственную исполнительную власть» из 50 человек во главе с Петром Гецко.
По сообщениям российских СМИ, 14 марта 2015 года, в день внесения президентом Украины в Верховную раду законопроекта об особом статусе Донецкой и Луганской областей, провели съезд русинских организаций региона, требуя от Киева признания своей национальности и автономии края. Председатель Народного совета русинов Евгений Жулан и советник председателя СБУ Маркиян Лубкивский впоследствии опровергли факт этого съезда.